# Пеїнджень
Пеїнджень, Пеїнджені (рум. Păingeni) — село у повіті Муреш в Румунії. Входить до складу комуни Глодень.
Село розташоване на відстані 276 км на північний захід від Бухареста, 14 км на північ від Тиргу-Муреша, 74 км на схід від Клуж-Напоки, 139 км на північний захід від Брашова.

## Населення
За даними перепису населення 2002 року у селі проживали 458 осіб.
Національний склад населення села:
| Національність | Кількість осіб | Відсоток |
| -------------- | -------------- | -------- |
| угорці         | 389            | 84,9%    |
| румуни         | 62             | 13,5%    |
| цигани         | 7              | 1,5%     |

Рідною мовою назвали:
| Мова      | Кількість осіб | Відсоток |
| --------- | -------------- | -------- |
| угорська  | 396            | 86,5%    |
| румунська | 57             | 12,4%    |
| циганська | 5              | 1,1%     |